# Roden (Sarre)
Pour les articles homonymes, voir Roden.
Roden (en français  Rodène) est une partie de l'arrondissement de Sarrelouis en Sarre.

## Localisation
Alors que le centre-ville de Sarrelouis se situe sur la rive gauche de la rivière Sarre, le quartier de Rodène, ainsi que les quartiers de Fraulautern et Steinrausch se trouvent sur la rive droite de la Sarre. Rodène jouxte l'usine sidérurgique de la ville voisine de Dillange (Dillingen (Sarre)).

## Personnalités liées à Rodène
- Claudius Merten (1840-1912), acteur de théâtre et chanteur.
- Wilhelm Hector (1855-1918), architecte.
- Oskar Lafontaine (né en 1943), homme politique, SPD , puis plus tard à Die Linke.
- Alfred Gulden (né en 1944), écrivain, auteur-compositeur et cinéaste.
- Marc Speicher (né en 1984), homme politique, CDU.

## Lieux et monuments

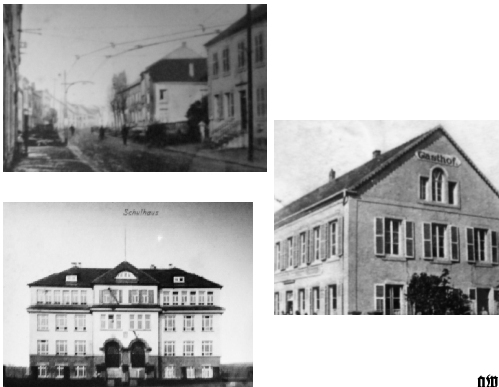
Anciens bâtiments de Rodène avant 1935.
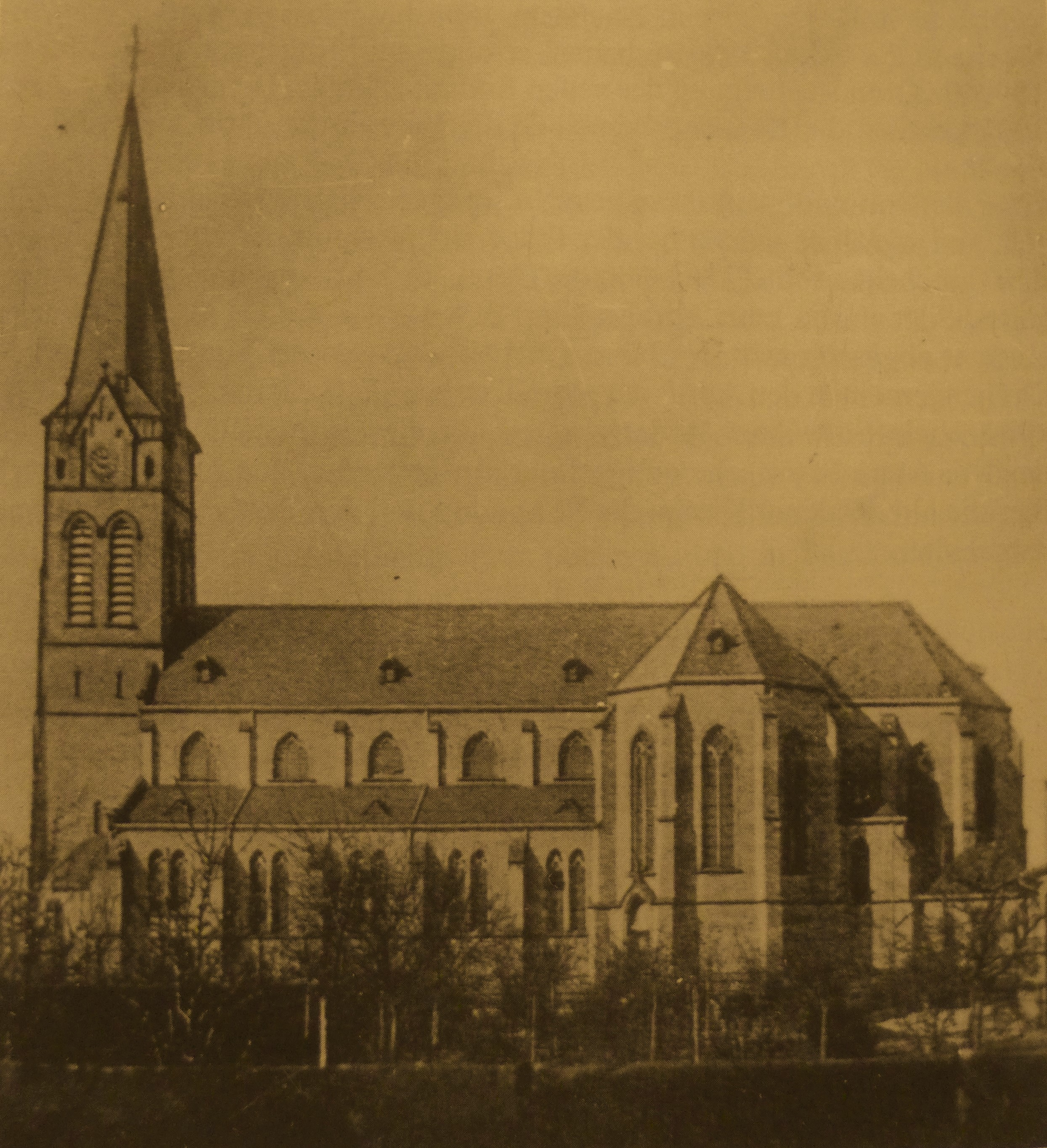
Ancienne église de Rodène.
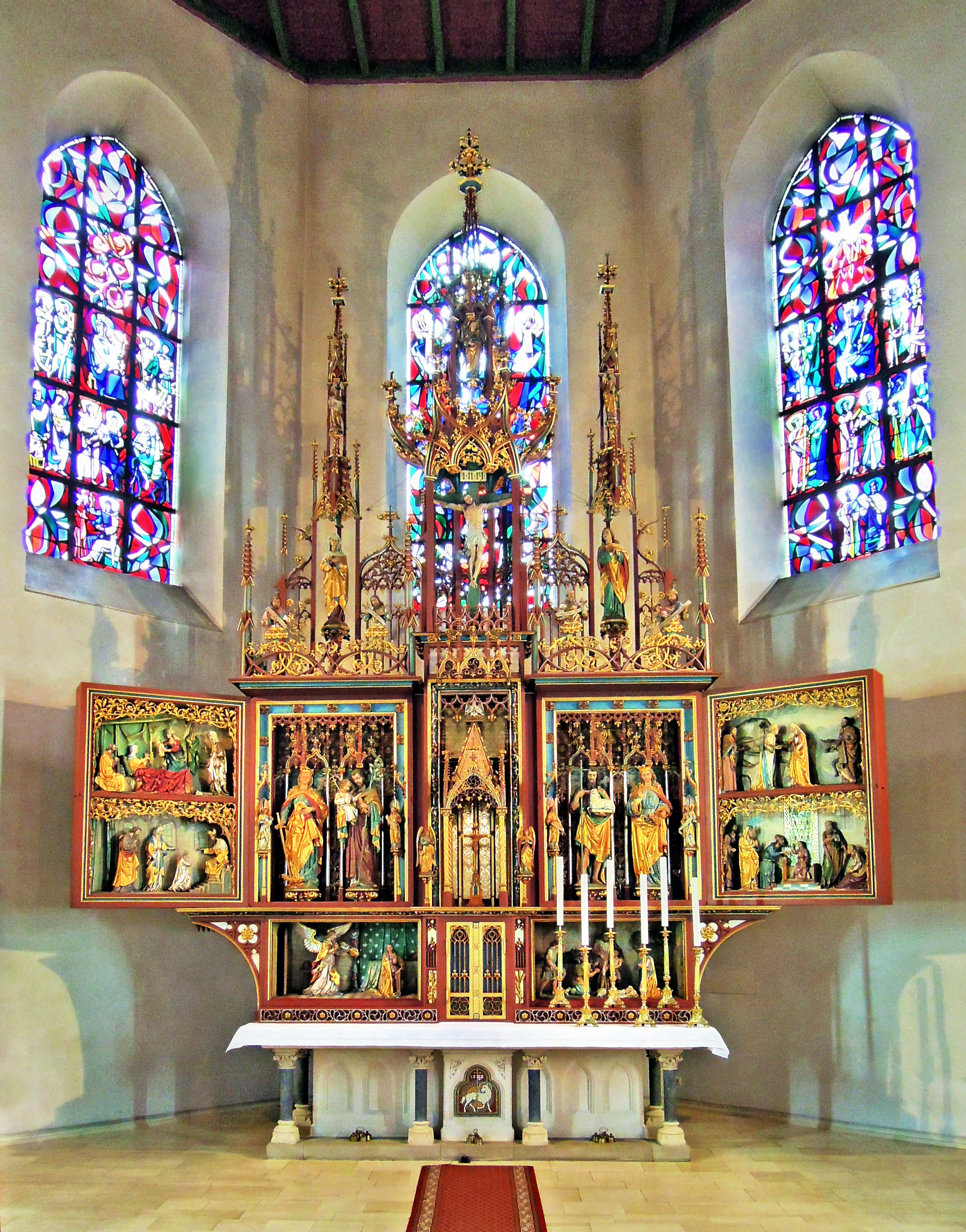